# Тайна секретного шифра
«Тайна секретного шифра» (пол. Tajemnica twierdzy szyfrów; в пер.: «Секрет крепости шифров») — польский 13-серийный военный телесериал 2007 года, экранизация романа 2004 года Богуслава Волошаньского «Крепость шифров», он же выступил сценаристом, автором и продюсером сериала.

## Сюжет
Март 1945 года. Вторая мировая война. В немецком криптографическом центре, расположенном в замке Чоха в Нижней Силезии расположена новая немецкая дешифровальная машина, которая способна «взламывать» даже одноразовые кодовые шифры, используемые русскими. Машиной интересуется как советское командование, так и американцы, планирующие, заполучив её, читать дипломатическую переписку советского посольства и выявить советских агентов, внедрённых в американскую программу по созданию атомной бомбы.
В замок прибывает гауптман Абвера Йоганн Йорг. У начальник Службы безопасности замка оберштурмбанфюрера Глобке новый сотрудник вызывает подозрение, когда тот обнаруживает, что Йорг освободил в 1939 году польского военнопленного Анджея Черного, ныне одного из командиров «Тихотёмных». Он подозревает Йорга и лихорадочно ищет улики против него, устанавливая слежку…

## В ролях
В главных ролях:
- Павел Малашинский — Йоганн Йорг, гауптман Абвера; на самом деле — Михал Вель, польский офицер разведки.
- Ян Фрыч — Ханс Якоб Глобке, оберштурмбаннфюрер СС, начальник Службы безопасности замка
- Цезарь Жак — Харри Зауэр, штурмбаннфюрер СС, начальник охраны замка
- Каролина Грушка — Наталия Руст, радиотелеграфистка, хельферин СС
- Данута Стенка — Иоанна Руст, мать Наталии, жена немецкого шпиона, руководившая разведывательной ячейкой в Силезии
- Анна Дерешовская — Анна Мария Золоф, местная жительница — до войны жила в замке
- Борис Шиц — Матиас Беер, унтерштурмфюрер СС; на самом деле — Феликс Степаныч Грау, советский агент «Ворон»

В остальных ролях:
Поляки:
- Петр Грабовский — Анджей Черны, польский майор отряда «Тихотёмные»
- Марцин Дороциньский — «Афган», польский коммандос
- Виолетта Арляк — Эвелина Робак, фольксдойче
- Пётр Зельт — Петр

Немцы:
- Ян Пешек — Ганс Кунце, профессор, криптограф
- Агата Бузек — Керстин Новольк, криптограф
- Славомир Ожеховский — Майер, гауптман
- Земовит Пендзивятр — Вольф
- Збигнев Патерак — Рейнхард Гейдрих
- Ежи Схейбаль — Вильгельм Канарис, глава Абвера
- Пётр Варшавский — Отто Скорцени
- Ежи Бончак — Кролль, генерал
- Войцех Дурьяш — Гутшов
- Адам Бауманн — комендант

Американцы:
- Павел Делонг — Ховард Компейн, коммандер
- Анджей Щитко — Томас Грегг, капитан
- Марек Барбасевич — Линкольн Хейз, шеф ASA, полковник
- Адам Воронович — Роберт Оппенгеймер, физик
- Пётр Гарлицкий — Оливер Гросли
- Дарюш Якубовский — Уильям Холлан, полковник
- Ян Вечорковский — Гамлет, коммандос
- Марцин Босак — Райдер, коммандос
- Роберт Вжосек — Найджел Вуд, коммандос

Русские:
- Алексей Авдеев — Иван Конев, маршал
- Томаш Дедек — Авраамий Завенягин, генерал
- Юлиуш Кшиштоф Варунек — Чижиков, майор, адъютант генерала
- Казимеж Кшачковский — Балабанков
- Збигнев Руциньский — Прибоков
- Лукаш Новицкий — Иван Бирюков, командир советских десантников